# Parafia św. Sebastiana w Wieliczce
Parafia Świętego Sebastiana w Wieliczce – parafia należąca do dekanatu Wieliczka Wschód archidiecezji krakowskiej. Została utworzona 20 listopada 2013 roku dekretem księdza kardynała Stanisława Dziwisza z istniejącego od 1981 roku rektoratu. Parafia została wydzielona w całości z parafia św. Klemensa w Wieliczce.